# Де Конинг, Боб
Ламбрегт Виллем (Боб) де Конинг (нидерл. Lambregt Willem "Bob" de Koning; 4 августа 1920, Роттердам — неизвестно) — нидерландский футболист, игравший на позициях правого и левого полусреднего нападающего, выступал за амстердамский «Аякс».
Был также игроком бейсбольной команды «Аякса», в составе которой выиграл чемпионат Нидерландов в 1942 году.

## Спортивная карьера
В возрасте 13 лет вступил в футбольный клуб «Аякс» в качестве кандидата. На тот момент он проживал с родителями в восточной части Амстердама по адресу Мариоттеплейн 23. В сезоне 1935/36 выступал за вторую команду кандидатов, где также играли Крис Аккерман, Геррит Бёмер и Дик Груневауд. Летом 1937 года был переведён в юниоры. В 1939 году в составе первой юношеской команды выиграл чемпионат страны в своей возрастной категории. В том сезоне был капитаном команды и играл на позиции правого полусреднего нападающего.
В основном составе «Аякса» дебютировал 14 апреля 1940 года в матче чемпионата Нидерландов против клуба ДВС, сыграв на позиции правого полусреднего нападающего. Встреча на домашнем стадионе «Де Мер» завершилась поражением его команды со счётом 0:1. Свой первый гол забил 2 мая на выезде в Хилверсюме, поразив ворота клуба «’т Гой» — в гостях амстердамцы уступили со счётом 2:1. В дебютном сезоне принял участие в четырёх встречах чемпионата и забил один гол. «Аякс» по итогам сезона занял шестое место в первой западной группе и не смог выйти в финальную часть чемпионата.
За четыре сезона сыграл в чемпионате 11 матчей и забил один гол. Последний матч за «Аякс» в рамках чемпионата провёл 13 января 1946 года против ВСВ. В дальнейшем продолжал играть за резервные команды. Помимо футбола, де Конинг играл в бейсбол. В составе бейсбольной команды «Аякса» дебютировал в 1937 году, а в 1942 году выиграл с клубом чемпионат Нидерландов. Покинул «Аякс» в 1949 году.

## Личная жизнь
Боб родился в августе 1920 года в Роттердаме. Отец — Ламбрегт де Конинг, был родом из Роттердама, мать — Йоханна Питернелла де Брёйне, родилась в Схидаме. Родители поженились в августе 1919 года в Роттердаме, а с августа 1930 года проживали в Амстердаме.
Женился в возрасте двадцати восьми лет — его супругой стала 30-летняя Корнелия Жаннетте (Корри) ван дер Слёйс, уроженка Батавии. Их брак был зарегистрирован 11 июля 1949 года в Харлеме. В августе 1952 года переехал в Индонезию, в город Джакарта.

## Достижения
- Чемпион Нидерландов по бейсболу: 1942

## Статистика по сезонам
| Клуб             | Сезон            | Чемпионат Нидерландов | Чемпионат Нидерландов | Кубок Нидерландов | Кубок Нидерландов | Итого | Итого |
| Клуб             | Сезон            | Игры                  | Голы                  | Игры              | Голы              | Игры  | Голы  |
| ---------------- | ---------------- | --------------------- | --------------------- | ----------------- | ----------------- | ----- | ----- |
| Аякс             | 1939/40          | 4                     | 1                     |                   |                   | 4     | 1     |
| Аякс             | 1942/43          | 4                     | 0                     | ?                 | ?                 | 4     | 0     |
| Аякс             | 1943/44          | 2                     | 0                     | ?                 | ?                 | 2     | 0     |
| Аякс             | 1945/46          | 1                     | 0                     | ?                 | ?                 | 1     | 0     |
| Всего за карьеру | Всего за карьеру | 11                    | 1                     | ?                 | ?                 | 11    | 1     |